# Józef Wandzik
Józef Wandzik (Tarnowskie Góry, 1963. augusztus 13. –) válogatott lengyel labdarúgó, kapus.

## Pályafutása

### Klubcsapatban
1982 és 1984 között a Ruch Chorzów, 1984 és 1990 között a Górnik Zabrze labdarúgója volt. 1990 és 2001 között Görögországban játszott a Panathinaikósz, az Apólon Zmírnisz, és az Athinaikósz együttesében.

### A válogatottban
1985 és 1995 között 52 alkalommal szerepelt a lengyel válogatottban. Tagja volt az 1986-os mexikói világbajnokságon részt vevő csapatnak.

## Sikerei, díjai
Górnik Zabrze
- Lengyel bajnokság
  - bajnok (4): 1984–85, 1985–86, 1986–87, 1987–88

 Panathinaikósz
- Görög bajnokság
  - bajnok (3): 1990–91, 1994–95, 1995–96
- Görög kupa
  - győztes (3): 1993, 1993, 1995